# بيرنيل ماثيسين
بيرنيل ماثيسين (بالدنماركية: Pernille Mathiesen)‏ (و. 1997  م) هي دراجة دنماركية، ولدت في هولستيبرو.

## سجل الفوز

### سباقات أو مراحل فاز بها
| التاريخ        | السباق                                                          | المركز                                                                   |
| -------------- | --------------------------------------------------------------- | ------------------------------------------------------------------------ |
| 22 يونيو 2013  | سباق الطريق للسيدات في بطولة الدنمارك 2013                      | الخامس في التصنيف العام                                                  |
| 28 يونيو 2014  | سباق الطريق للسيدات في بطولة الدنمارك 2014                      | التاسع في التصنيف العام                                                  |
| 22 سبتمبر 2014 | سباق الزمن على الطريق للشابات في بطولة العالم 2014              |                                                                          |
| 11 أبريل 2015  | Energiewacht Tour U19 2015                                      | الفائز في التصنيف العام                                                  |
| 26 أبريل 2015  | Omloop van Borsele U19 2015                                     | الفائز في التصنيف العام                                                  |
| 27 يونيو 2015  | سباق الطريق للسيدات في بطولة الدنمارك 2015                      | التاسع في التصنيف العام                                                  |
| 23 يونيو 2016  | سباق الدراجات ضد الساعة للسيدات في بطولة الدنمارك 2016          | الرابع في التصنيف العام                                                  |
| 25 يونيو 2016  | سباق الطريق للسيدات في بطولة الدنمارك 2016                      | الخامس في التصنيف العام                                                  |
| 22 يونيو 2017  | سباق الدراجات ضد الساعة للسيدات في بطولة الدنمارك 2017          | الثاني في التصنيف العام                                                  |
| 24 يونيو 2017  | سباق الطريق للسيدات في بطولة الدنمارك 2017                      | الرابع في التصنيف العام                                                  |
| 02 أغسطس 2017  | سباق الزمن لأقل من 23 سنة للسيدات - بطولة أوروبا للدراجات 2017  | الفائز في التصنيف العام                                                  |
| 04 أغسطس 2017  | سباق الطريق لأقل من 23 سنة للسيدات - بطولة أوروبا للدراجات 2017 | الفائز في التصنيف العام                                                  |
| 26 أبريل 2019  | 2019 Omloop van Borsele-ITT                                     | الفائز في التصنيف العام                                                  |
| 02 يونيو 2019  | سباق تورينجيا للسيدات 2019                                      | الأول في تصنيف أفضل شاب، الثاني في التصنيف العام                         |
| 08 يونيو 2019  | Omloop van de IJsseldelta 2019                                  |                                                                          |
| 15 سبتمبر 2019 | سباق سيراتزيت تشالنج 2019                                       | الأول في تصنيف أفضل شاب، العاشر في تصنيف النقاط، الثالث في التصنيف العام |

## روابط خارجية
- بيرنيل ماثيسين على موقع الاتحاد الدولي للدراجات (الإنجليزية)
- بيرنيل ماثيسين على موقع أرشيف الدراجات (الإنجليزية)
- بيرنيل ماثيسين على موقع إحصائيات الدراجات الإحترافية (الإنجليزية)
- بيرنيل ماثيسين على موقع نسبة الدراجات (الإنجليزية)
- بيرنيل ماثيسين على موقع CycleBase (الإنجليزية)
- بيرنيل ماثيسين على موقع أوليمبيديا (الإنجليزية)